# ونکتا رجو پلم
ونکتا رجو پلم (به انگلیسی: Venkata raju palem) یک روستا در هند است که در آندرا پرادش واقع شده‌است.